# Kościoły ewangelikalne
Kościoły ewangelikalne – wspólnoty chrześcijańskie przynależące do protestantyzmu oraz uznające założenia teologiczne i praktykę pobożnościową ewangelikalizmu za obowiązujące. Kościoły ewangelikalne obejmują większą część ewangelikalnych protestantów.
Nie istnieje jeden uniwersalny model Kościoła ewangelikalnego, gdyż chrześcijanie ewangelikalni nie są między sobą zgodni w zakresie eklezjologii (nauki o Kościele). W szczególności nie ma jednej ewangelikalnej nauki o ustroju kościelnym, urzędzie duchownego, chrzcie i Wieczerzy Pańskiej. Wiodącym elementem wspólnym Kościołów ewangelikalnych jest jednak uznawanie nowonarodzenia za kluczowe doświadczenie chrześcijańskie, pojmowane jako wyznacznik autentycznego chrześcijanina i warunek przynależności do Kościoła. W Kościołach ewangelikalnych praktykujących chrzest wiary doświadczenie to powinno znaleźć wyraz w postaci takiego chrztu, zaś w Kościołach ewangelikalnych, gdzie udziela się chrztu niemowlętom wyrazem nowonarodzenia jest ustne wyznanie wiary składane po osiągnięciu dojrzałości. Za pierwszy typowy Kościół ewangelikalny uznaje się Kościół metodystyczny. W XVIII wieku w krajach anglosaskich wraz z rozszerzaniem się pobożności ewangelikalnej na wcześniej powstałe Kościoły protestanckie grono Kościołów zasługujących na miano ewangelikalnych znacząco rosło. Pod koniec XIX wieku część tych Kościołów zaczęło jednak zmieniać swą tożsamość na właściwą protestantyzmowi "głównego nurtu" (ang. mainline). W Polsce przykładem takiego przobrażenia – dokonanego w 2. połowie XX wieku – jest Kościół Ewangelicko-Metodystyczny w RP.
Do kręgu Kościołów ewangelikalnych zalicza się:
- mniejsza część Kościołów kalwińskich i metodystycznych,
- nieliczne Kościoły luterańskie,
- nieliczne Kościoły anglikańskie,
- prawie wszystkie Kościoły baptystyczne i pentekostalne oraz
- wiele denominacji nie utożsamiających się z wielkimi rodzinami konfesyjnymi protestantyzmu, np. Kościoły członkowskie Międzynarodowej Federacji Wolnych Kościołów Ewangelikalnych (International Federation of Free Evangelical Churches).

Kościoły ewangelikalne niekiedy utożsamia się z Kościołami wolnymi, choć nie są to pojęcia ekwiwalentne. Określenie "Kościół wolny" (ang. "Free Church", niem. "Freikirche") zaczęto stosować w krajach protestanckich wobec chrześcijańskich wspólnot religijnych, które powstawały niezależnie od Kościołów państwowych (urzędowych), np. państwowego Kościoła Anglii, Kościoła Szkocji czy państwowych Kościołów luterańskich w niektórych landach Niemiec i krajach skandynawskich. Ich cechą charakterystyczną było uznawanie zasady dobrowolnego wstąpienia do wspólnoty ich wyznawców. Współcześnie w krajach, w których obowiązuje rozdział państwa i kościoła, ściśle rzecz biorąc wszystkie kościoły mają status wolnych Kościołów. Ugruntowane znaczenie tego pojęcia odnosi się jednak do tych Kościołów, które podkreślają swobodę wyboru przy przyjęciu ich członkostwa. Kościoły ewangelikalne są Kościołami wolnymi, lecz od ogółu Kościołów wolnych różni ich praktykowanie religijności ewangelikalnej.
Większość Kościołów ewangelikalnych należy do Aliansów Ewangelikalnych w poszczególnych krajach.
W Polsce do najstarszych i największych Kościołów ewangelikalnych należą:
- Kościół Chrześcijan Baptystów w RP
- Kościół Zielonoświątkowy w RP
- Kościół Chrześcijan Wiary Ewangelicznej w RP
- Kościół Chrystusowy w RP
- Kościół Ewangelicznych Chrześcijan w RP
- Kościół Wolnych Chrześcijan w RP